# Rusticoclytus salicis
Rusticoclytus salicis är en skalbaggsart som först beskrevs av Masatoshi Takakuwa och Oda 1978.  Rusticoclytus salicis ingår i släktet Rusticoclytus och familjen långhorningar. Inga underarter finns listade i Catalogue of Life.